# 꽃갈비

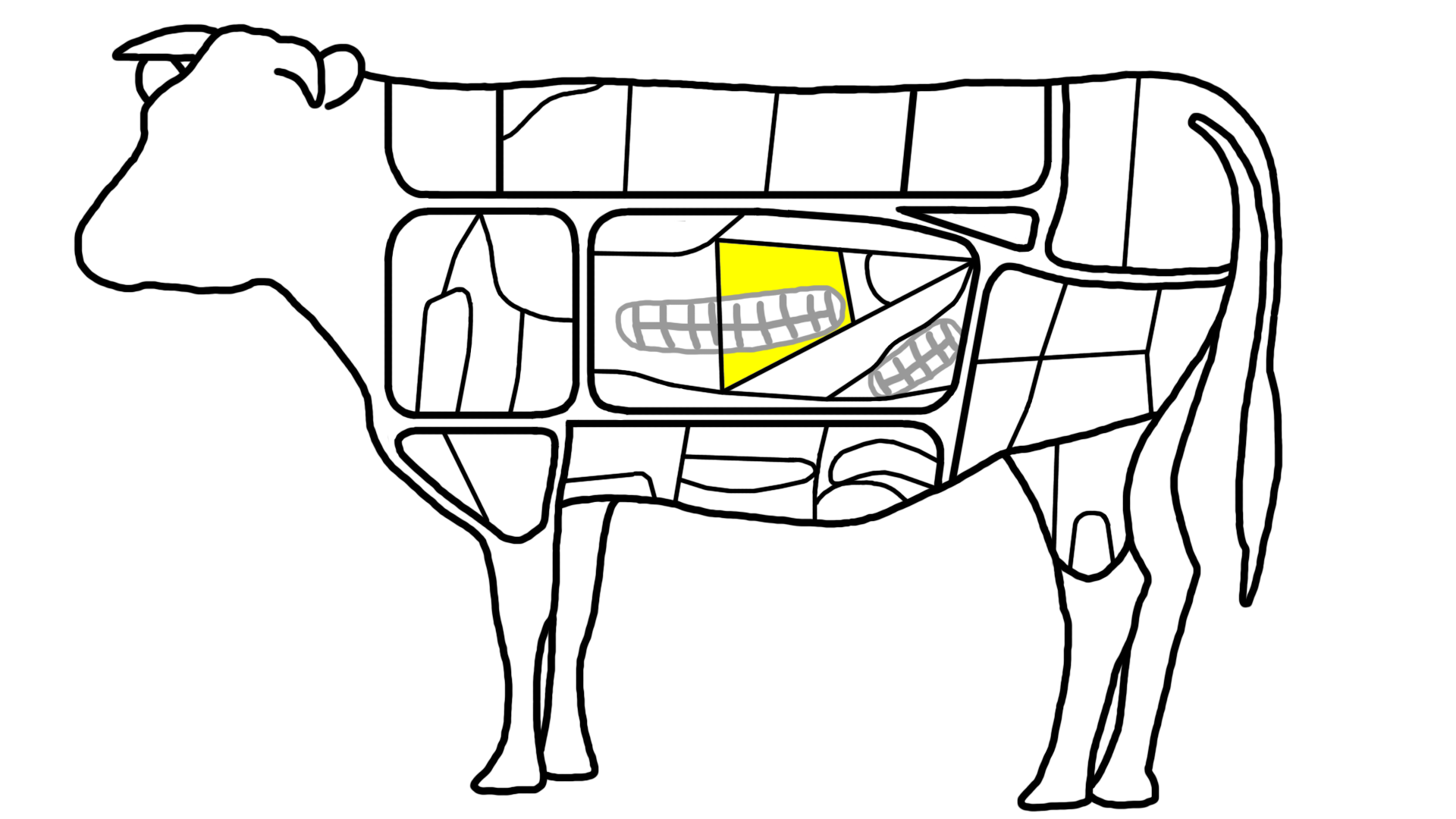
꽃갈비

꽃갈비는 쇠고기 갈비 부위의 일부로, 제5~7번 또는 제6~8번 갈비뼈 부위의 고기이다. 흔히 구이용으로 먹는다.

## 같이 보기
- 갈비살
- 리브 아이
- 마구리
- 본갈비
- 안창살
- 제비추리
- 참갈비
- 토시살